# Stephen Malkmus
Stephen Joseph Malkmus (født 30. maj 1966 i Santa Monica, Californien) er en amerikansk sanger, sangskriver og multiinstrumentalist.
Han blev kendt som forsanger og sangskriver i bandet Pavement, der lavede en række plader i 1990'erne og han har senere fortsat en solokarriere. Derudover har han medvirket som gæstemusiker på en lang række plader, blandt andet i vennen David Bermans band Silver Jews.

## Diskografi
Med Pavement – se Pavement
- Stephen Malkmus (2001)
- Pig Lib (2003)
- Face the Truth (2005)
- Real Emotional Trash (2008)